# レプトレピス
レプトレピス (Leptolepis) はステムグループの真骨類に分類される、絶滅した魚の属の一つ。ジュラ紀（トアルシアン-カロビアン）に現在のヨーロッパに生息していた。学名はギリシャ語の λεπτός「小さな」λεπίς「鱗」に由来する。

## 分類
Leptolepis 属は長年、特殊化していない様々な小魚を含むゴミ箱分類群として用いられていた。1974年にスウェーデンの魚類学者Orvar Nybelinが見直しを行い、ジュラ紀前-中期のヨーロッパから産出する以下の7種以外は別属とされた。
- Leptolepis autissiodorensis Sauvage, 1892
- Leptolepis coryphaenoides (Bronn, 1830)
- Leptolepis jaegeri Agassiz, 1832
- Leptolepis nathorsti Woodward, 1900
- Leptolepis normandica Nybelin, 1962
- Leptolepis saltviciensis Simpson, 1855
- Leptolepis woodwardi Nybelin, 1974

過去にLeptolepis 属に属していた種には以下のものがある。
- Leptolepis talbragarensis Woodward, 1895 → Cavenderichthys
- Leptolepis koonwarri Waldman, 1971 → Waldmanichthys[3]

## 形態
全長は約8.5 cmで、系統的には無関係だが、体形は現生のニシンに似ていた。フォリドフォルスのようなより古い真骨類の骨格は硬骨と軟骨の混合により形成されていたのに対し、レプトレピスは現生の真骨類に似た完全に硬骨からなる骨格を有していた。ガノイン鱗のような覆いを持たない円鱗を持っていたことも、現生の真骨類に近い特徴である。硬骨の背骨は遊泳時のS字の動きによる圧力への耐性が高く、これらの特徴によって遊泳力が向上していたと考えられる。
化石が集団で見つかる点から、表層でプランクトンを摂食する間の捕食者からの防御のため群れを形成していたと考えられる。タラットスクス亜目に属するペラゴサウルスの胃内から化石が発見されており、本属の魚類を捕食していたと思われる。

## モリソン累層の化石
コロラド州ラビット・バレーのモリソン累層において、レプトレピスに属すると思われるほぼ完全な骨格が1個体分発見されている。同時期同所に生息した Morrolepis やHulettia より体高が高く、全長は13 cm、重量は約37 gだったと思われる。モリソン累層産の唯一の真骨類で、他の魚類より形態的に高度に発達していた。一例としてはMorrolepis に比べて「より現代的な尾の構造」を持つことが挙げられる。他の魚や無脊椎動物を捕食していたと考えられる。